# Vladimir Nabokov
Vladimir Vladimirovitj Nabokov (russisk: Влади́мир Влади́мирович Набо́ков, tr. Vladímir Vladímirovitj Nabókov; født 22. april 1899 i Sankt Petersborg, Det Russiske Kejserrige, død 2. juli 1977 i Montreux, Schweiz) var en russiskfødt amerikansk forfatter, sommerfuglsekspert, litteraturprofessor og oversætter. Han emigrerede i 1919 til Cambridge og siden til Berlin, derefter, i 1940, til USA, hvor han fik statsborgerskab i 1945.
Nabokov blev verdensberømt med romanen Lolita (1955), der udkom på dansk i 1957. Han var en af de markante fornyere af romangenren i det 20. århundrede og flere gange på tale som kandidat til Nobelprisen i litteratur.
Hans forfatterskab dækker både prosa, poesi og videnskabelige artikler om litteratur og lepidoptera. Nabokov skrev først på russisk og blev kendt som en af de førende forfattere indenfor den russiske emigration, og senere, i USA som forfatter til en række sprogligt opfindsomme værker på engelsk.